# Régents Fujiwara
Les régents Fujiwara (藤原) furent les principaux dirigeants du Japon de l'époque de Heian. Ils dirigèrent auprès des empereurs mineurs (ils portaient alors le titre de sesshō) ou adultes (on les appelait dans ce cas kanpaku). Ils appartenaient tous à la puissante famille Fujiwara.

## Prise de pouvoir des Fujiwara
Fujiwara no Yoshifusa (藤原良房, 804-872) fut le premier des régents Fujiwara.  Yoshifusa était un politicien habile ; il devint le premier régent de l'histoire japonaise qui n'était pas lui-même issu de la famille impériale. Par la suite, il réussit à installer l'empereur Seiwa, qui n'était autre que le fils de sa fille Meishi ou Akirakeiko et de l'empereur Montoku. Yoshifusa instaura donc durablement le pouvoir des régents Fujiwara.

## Fin des régents Fujiwara
Le clan Fujiwara a dirigé le Japon jusqu'au règne de l'empereur Go-Sanjo, qui fut le premier empereur depuis l’empereur Uda (au IXe siècle) dont la mère n’était pas une Fujiwara. L'empereur Go-Sanjo rétablit la puissance impériale grâce à sa forte personnalité et à des réformes pour diminuer l'influence des Fujiwara.
Il établit également des institutions centralisées pour contrôler la propriété des terres, ce bureau a notamment permis de remettre en cause les parcelles de nombreux grands propriétaires comme les Fujiwara qui n’avaient pas acquis correctement certaines de leurs terres. L'empereur Go-Sanjo a également établi l'Incho, ou bureau de l'empereur retiré, destiné à remplir l’espace auprès de l’empereur resté inoccupé par le déclin des Fujiwara. Plutôt que d’être bannis, les Fujiwara furent la plupart du temps maintenus dans leurs anciennes positions, mais en étant mis à l’écart des décisions impériales.
Progressivement, beaucoup de Fujiwara furent remplacés, la plupart du temps par des membres du clan Minamoto. Tandis que les Fujiwara tombaient dans des conflits internes et se divisaient en factions nordiques et méridionales.  
La période de 1086 à 1156 fut l'âge de la suprématie de l'Incho et de l'élévation de la classe militaire des samouraïs dans tout le pays. Les militaires prirent le dessus sur les autorités civiles partout dans le pays.
En 1156, la rébellion de Hōgen permet aux Fujiwara de regagner leur ancienne puissance, Mais en 1160, à la suite de la rébellion de Heiji, Taira no Kiyomori, chef du clan Taira, avec l'appui de Fujiwara no Nobuyori soutient un nouvel empereur, le fils de Go-Shirakawa, l'empereur Nijo,  alors que Minamoto no Yoshitomo et les alliés Fujiwara no Tadamichi et Fujiwara no Michinori restent fidèle à l'empereur Go-Shirakawa. Ces derniers sont mal préparés, et le clan Taira prend rapidement le pouvoir à Kyōto, Fujiwara no Michinari et Fujiwara no Tadamichi sont exécutés alors que le palais de Go-Shirakawa est brûlé. Avec la mort de ses principaux concurrents, Fujiwara no Nobuyori force le jeune empereur à le nommer Chancelier impérial, marquant ainsi une étape décisive de sa prise de pouvoir. Les Fujiwara conserveront une part du pouvoir face au puissant clan Taira jusqu’à la guerre de Gempei qui verra l’avènement du clan Minamoto et du premier bakufu.
Au XIIIe siècle, le clan Fujiwara du Nord (Hokke) se scinda en cinq familles : Konoe, Takatsukasa, Kujō, Nijō et Ichijō. Ces familles continuèrent à se partager à tour de rôle les titres de régents (sesshō et kampaku), devenus largement honorifiques dans le nouveau système du bakufu dans lequel la noblesse de cour avait perdu tout rôle politique. Les membres du clan Fujiwara continuèrent à occuper des rôles de régents, conseillers et ministres auprès de l'empereur jusqu'au XXe siècle.

## Liste des régents Fujiwara
| Rang | Nom                   | Dates de vie | Dates de règne en tant que sesshō | Dates de règne en tant que kampaku |
| ---- | --------------------- | ------------ | --------------------------------- | ---------------------------------- |
| 1    | Fujiwara no Yoshifusa | 804 - 872    | 866 - 872                         |                                    |
| 2    | Fujiwara no Mototsune | 836 - 891    | 873 - 880                         | 887 - 891                          |
| 3    | Fujiwara no Tadahira  | 880 - 949    | 930 - 941                         | 941 - 949                          |
| 4    | Fujiwara no Saneyori  | 900 - 970    | 969 - 970                         | 967 - 969                          |
| 5    | Fujiwara no Koretada  | 924 - 972    | 970 - 972                         |                                    |
| 6    | Fujiwara no Kanemichi | 925 - 977    |                                   | 973 - 977                          |
| 7    | Fujiwara no Yoritada  | 924 - 989    |                                   | 977 - 986                          |
| 8    | Fujiwara no Kaneie    | 929 - 990    | 986 - 990                         | 990                                |
| 9    | Fujiwara no Michitaka | 953 - 995    | 990 - 993                         | 993 - 995                          |
| 10   | Fujiwara no Michikane | 961 - 995    |                                   | 995                                |
| 11   | Fujiwara no Michinaga | 966 - 1028   | 1016 - 1017                       | 996 - 1017                         |
| 12   | Fujiwara no Yorimichi | 990 - 1074   | 1017 - 1020                       | 1020 - 1068                        |
| 13   | Fujiwara no Norimichi | 997 - 1075   |                                   | 1068 - 1075                        |
| 14   | Fujiwara no Morozane  | 1042-1101    | 1087-1091                         | 1075-1087, 1091-1094               |
| 15   | Fujiwara no Moromichi | 1062-1099    |                                   | 1094-1099                          |
| 16   | Fujiwara no Tadazane  | 1078 - 1162  | 1107 - 1114                       | 1106 - 1107, 1114-1121             |
| 17   | Fujiwara no Tadamichi | 1097-1164    | 1123-1129, 1142-1151              | 1121-1123, 1129-1142, 1151-1158    |
| 18   | Fujiwara no Motozane  | 1143-1166    | 1165-1166                         | 1158-1165                          |
| 19   | Fujiwara no Motofusa  | 1144-1230    | 1166-1173                         | 1173-1179                          |
| 20   | Fujiwara no Moroie    | 1172-1238    | 1184                              |                                    |